# 聖公會聖本德中學
聖公會聖本德中學（英語：S.K.H. St. Benedict's School），是於1865年由聖公會港澳教區創立，前名是聖公會聖本德工業中學，位於香港九龍東黃大仙牛池灣彩虹邨藍鐘路11號。

## 校政管理

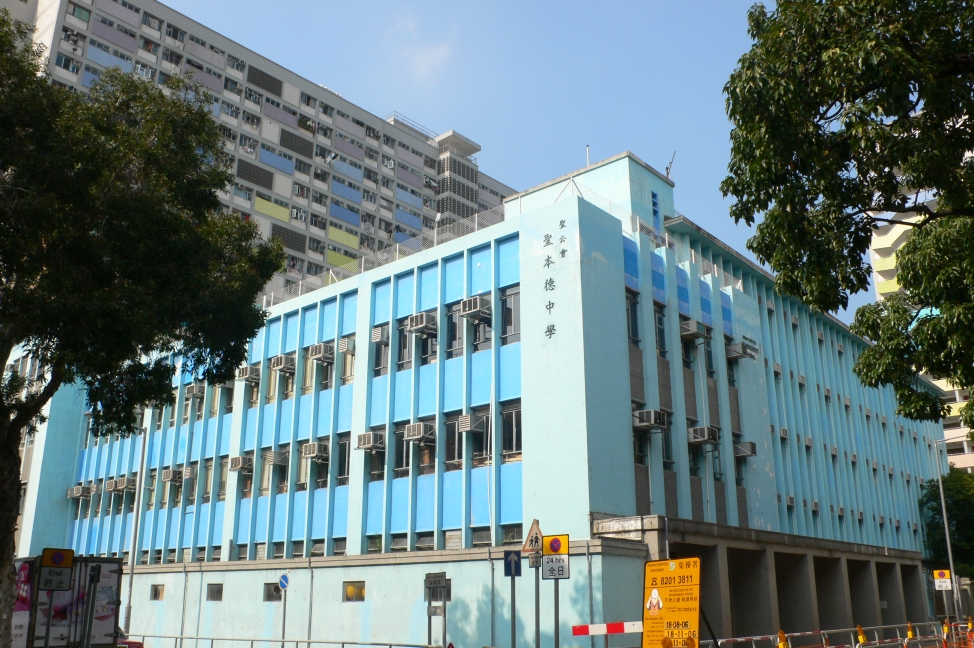
聖公會聖本德中學校舍外觀

### 歷任校監
- 關文偉 先生[3]
- ？至1978年：葉禮 先生[4]
- 1978年-1999年：朱業桐 先生[5]（兼任日校校長，後調任同系聖士提反書院校長；2017年逝世）
- ？至2018年：黎敏 先生[6]
- 2018年至今：劉榮佳 牧師

### 歷任校長（日校）
- 1965年至1978年：劉堅持 牧師[3]（1991年逝世）[7]
- 1978年至1999年：朱業桐 先生[8]
- 1999年至2019年：羅發強 先生[9]
- 2019年至今：鄭銘強 先生

### 歷任校長（夜校）
- 倫鑑強 先生[10]

### 歷任副校長
- 趙偉龍 先生[11]
- 黃家順 先生[11]
- 盧敬薇 小姐

## 學校歷史
聖公會港澳教區創立於1965年3月31日由何明華會督夫婦主持奠基，於同年9月正式啟用是一間第五等級工業學校。前名是「聖公會聖本德實用中學」（St. Benedict's Secondary Modern School），為三年制中學。學校於1978年改為七年制中學。同時亦更改校名為「聖公會聖本德工業中學」。
除日間課程外，此校亦曾開辦夜校部，但已因中學教育日漸普遍而停辦。
1997年起，因政府決定廢除工業中學制度，此校採用現時名稱「聖公會聖本德中學」。而現時，聖公會聖本德中學與北京市回民學校、韶關市仁化縣丹霞中學以及廣州市從化區第二中學結為姊妹學校。
在校園設施方面，該校校內設有二十四個課室及十六個特別室、多媒體學習中心、英語自學中心、中文及通識教育資源中心、圖書館、學生活動中心、禮堂、小禮堂（兼食物部）以及露天操場。

## 其他
在2006年，該校曾發生校園暴力事件。一名中二女生因為身體碰撞與其餘四名女同學有積怨。及後被對方多番毆打和勒索湯藥費。

## 著名/傑出校友
- 黃玉郎（1963年中一）：香港漫畫家（文化傳信及玉皇朝創辦人）[16]
- 麥潔文（1972年中五）：香港女歌手
- 郭俊峯（1988年中七）：香港入境事務處處長[17]
- 杜大偉（1993年中五）：香港男藝人
- 陳鍵鋒（1997年中七）：香港男藝人
- 萧家浩（2003年中五）：香港男藝人及模特兒
- 林學曦（2009年中五）：香港足球員[18]
- 鄧麗英（2016年中六）：香港女藝人、歌手及YouTuber（YouTube Channel 小薯茄成員之一）
- 潘梓鋒：香港藝員及娛樂新聞主播

## 外部連結
- 聖公會聖本德中學網頁 （页面存档备份，存于）
- 聖公會聖本德中學facebook網頁 （页面存档备份，存于）
- 聖公會聖本德中學校友會 （页面存档备份，存于）